# Kookboek

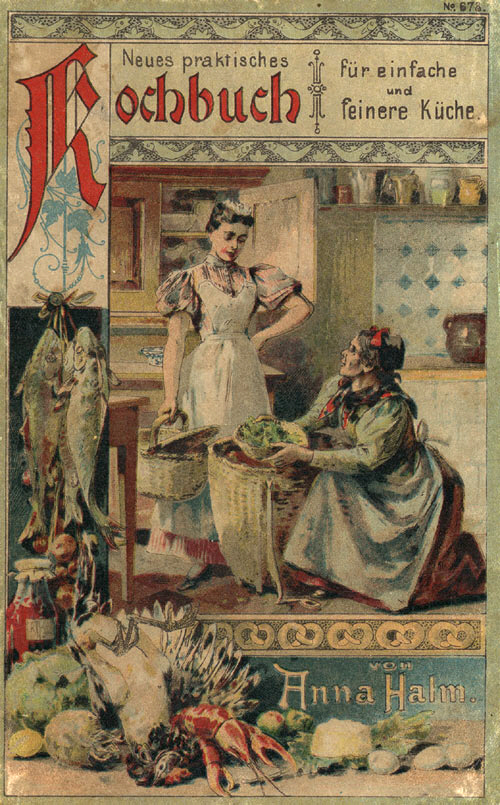
Oud Duits kookboek

In een kookboek vindt men recepten voor de bereiding van voedsel, en informatie over het bereiden van voedsel in het algemeen. Kookboeken worden soms ware bestsellers, zoals de boeken van Jamie Oliver. In een kookboek staan, behalve recepten, informatie over het gebruik van een oven, definities of omschrijvingen van bereidingstechnieken en gewichtstabellen.
Kookboeken zijn meestal opgedeeld in verschillende hoofdstukken, die ieder een andere gerechtsoort behandelen (voorgerechten, hoofdgerechten, nagerechten). Westerse kookboeken categoriseren de recepten voor hoofdgerechten meestal op basis van ingrediënten. In Japanse kookboeken worden de gerechten vaak gegroepeerd per kooktechniek (bijvoorbeeld braden, grillen en stomen).

## Protohistorie en klassieke oudheid
De Soemeriërs ontwikkelden rond 2900 voor Christus het oudste schrift ter wereld, en onder de duizenden kleitabletten met hun spijkerschrift behoren drie tabletten van bijna 4000 jaar oud met in totaal 35 recepten dat zo 's wereld oudste kookboek vormen. Het kookboek geschreven door Archestratus, in de 4e eeuw voor Christus is helaas niet bewaard gebleven. Ook Athenaeus en Apicius hebben geschriften nagelaten die in culinair opzicht toonaangevend zijn geweest.

## Middeleeuwen en vroegmoderne tijd
Het eerste kookboek uit de Middeleeuwen dateert uit het begin van de 14e eeuw en is geschreven in oud Frans. Kenmerkend is de opvallende aanwezigheid van specerijen en het grote aantal vis- en wildrecepten. Later werden de Viandier van Taillevant en de Ménagier de Paris geschreven. Hierin stonden diverse bereidingswijzen, kooktechnieken en recepten. Gekruide sauzen, ragouts, soepen, patés, roti’s en flans werden uitvoerig behandeld. Deze boeken werden door koks als leidraad gebruikt tot ver in de 17e eeuw.
Het kookboek van de Italiaan Bartolomeo Sacchi Platina (1474) bracht vernieuwing in de culinaire wereld. Met de komst van Italiaanse koks in het kielzog van Catharina de' Medici vond de eerste verandering plaats. Hun invloed openbaarde zich door introductie van zoete gerechten, confituren, gekonfijt fruit enzovoort. Le Bastiment de recettes, dat in Venetië in 1541 werd gepubliceerd en in datzelfde jaar werd vertaald in Lyon is een boek voor de confiserie. Dit boek bracht de Fransman Jehan Bonfons ertoe om in 1550 zijn La Manière de faire toutes confitures te schrijven. Nostradamus schreef in 1555 zijn Opuscule à tous nécessaire qui désirent avoir connaissance de plusieurs exquises receptes.
In de periode van de Renaissance tot het begin van de 17e eeuw hebben ook de koninklijke geneesheren een grote rol gespeeld in de culinaire lectuur. Zo verscheen onder meer in 1583 Le traité des melons van Jacques Pons en in 1606 le Pourtraict de santé van Joseph du Chesne. Deze laatste beval geneeskundige behandelingen met fruit aan, gaf de voorkeur aan wild boven tamme dieren en legde de etenstijden vast. Le Trésor de santé van J.A. Huguetan uit 1607 staat vol met groenterecepten en recepten met kruiden. Verschillende boeken over landbouwkunde hebben eveneens directe invloed gehad op de culinaire kunst, vooral Le Théâtre d'agriculture van Olivier de Serres uit 1600 en La Maison rustique van het einde van de 17e eeuw.
Een grote ommekeer bracht de Cuisinier françois van François Pierre de La Varenne. Dit is een echt handboek voor de keuken met een aanzienlijke verzameling recepten, vooral van soepen, eiergerechten, groenten en vleesgerechten. La Varenne was ook een van de eersten die een handboek voor de patisserie publiceerde. Pierre de Lune schreef in 1656 het kookboek le Cuisinier. Nieuwe producten maakten nieuwe werken noodzakelijk, en zo ontstond Traités nouveaux et curieux du café du thé et du chocolat, geschreven door Phillippe Sylvestre Dufour. De Franse keuken verfijnde en vereenvoudigde zich langzamerhand; dit blijkt duidelijk uit l’Art de bien traiter uit 1674. Dit boek is gesigneerd met de letters L.R.S., en is een van de opmerkelijkste kookboeken uit deze periode. Twee belangrijke bijdragen aan de culinaire literatuur verschenen aan het einde van de 17e eeuw: le Cuisinier royal et bourgeois van Massialot, en la Maison réglée door Audiger.

## Nederlands taalgebied
Het eerste gedrukte Nederlandse kookboek (na het Middelnederlands kookboek) verscheen te Brussel omstreeks 1510 onder de titel Een notabel boecxken van cokeryen. De uitgever van het anonieme werk, Thomas van der Noot, was mogelijk ook de auteur. De recepten kwamen voor een goed deel terug in Eenen nyeuwen coock boeck, samengesteld door Gheeraert Vorselman (Antwerpen, 1560). In het Noorden was het wachten tot 1593 vooraleer in Dordrecht met Eene seer excellenten, gheëxperimenteerden nieuwen coc-boeck het eerste kookboek van de persen kwam. Het was geschreven door Carel Baten en vormde een bijlage bij de tweede druk van zijn Medecynboec. In 1667 verscheen De verstandige kock of sorghvuldige huyshoudster, een anoniem werk dat een aantal malen zelfstandig werd uitgegeven, maar vooral succes kende als (laatste) onderdeel van een groter werk, Het vermakelijck landtleven. Het vermakelijck landtleven is onderverdeeld in drie hoofddelen: Den Nederlandtsen hovenier (door de hovenier van de prins van Oranje Jan van der Groen), Den verstandigen hovenier (door de Amsterdamse medicus en botanicus Petrus Nylandt) en Den ervaren huyshouder of Medicyn-winckel ook van de hand van Nylandt.

## Achttiende eeuw
In de 18e eeuw verschijnen er meer en meer kookboeken. Een opvallend werk uit deze periode is L'Abstinence de la viande rendue aisée dat in 1700 werd geschreven door de arts B. Linand. Hij toont daarin aan dat vasten in de vastentijd niet nadelig is voor de gezondheid en geeft een groot aantal "magere" vastenrecepten. Le traité des aliments door Louis Lemery (beroemd om zijn lessen in scheikunde en natuurwetenschappen aan de Jardin du roi) behandelt in het bijzonder recepten met landbouwproducten. Dan is er nog Le Cuisinier moderne van La Chapelle, vaak de schepper van de ‘fijne’ hoogstaande keuken genoemd. Les Dons de Comus ou les Délices de la table door François Marin is ook het vermelden waard; het is het eerste volledige theoretische handboek voor de culinaire kunst. Le Cuisinier gascon uit 1740 werd zonder naamsvermelding geschreven door de prins van Dombes. Hij geeft daarin recepten die ondanks de meest curieuze namen zeer smakelijk zijn. Ook zoete lekkernijen waren in deze tijd zeer populair. Dit vind je terug in boeken als Le Cannamélista français van Gilliers en L'Art de bien faire les glaces d'office van Emery.
Zelfs de actualiteit had grote invloed op de kookboeken uit de geschiedenis. tijdens de Franse Revolutie schreef de Parijse boekhandelaarster Madame Mérigot La Cuisinière républicaine, een verzameling eenvoudige en goedkope recepten waarbij met name aardappelen gebruikt werden. Een jaar later werd deze uitgave gevolgd door Le Petit Cuisinier économe van Jannet, eveneens een boekhandelaar.

## Negentiende eeuw
Pas in het begin van de 19e eeuw verschijnen de grote hervormers van de Franse culinaire kunst: In 1810 André Viard met zijn Cuisinier impérial en Marie-Antoine Carême met diverse werken. De 19e eeuw was ook de periode waarin de restauranthouders verschenen die gingen publiceren, zoals Antoine Beauvilliers met L'Art du Cuisinier (1814). Vanaf die tijd waren de gastronomie en de culinaire kunst een literair genre. De grote koks bleven theoretische en praktische handboeken uitgeven die ook een nauwkeurig beeld geven van de keuken in die tijd.

## Twintigste eeuw
In de loop van de 20e eeuw werd het kookboek een uiterst veelzijdig genre. Alle grote chefs verruilden op een dag hun sauslepel voor de pen. Dit ging des te makkelijker door de steeds veelzijdiger verschijningsvorm van de media. Voortaan gaf de chef zijn recepten niet alleen in de vorm van traditionele kookboeken, met als voordeel de illustraties in kleur, maar ook in gespecialiseerde tijdschriften, in kookrubrieken, in kranten en tijdschriften, via radio en televisie. Naast de recepten van de grote koks bestaat er een ander genre dat een bijzondere snelle ontwikkeling kent, namelijk de rubrieken van de journalisten, de gourmets en de critici die gespecialiseerd zijn in de culinaire kunst. Bij publiek zijn boeken die betrekking hebben op de geschiedenis van de gastronomie populair. Vandaag de dag vindt men in boekhandels encyclopedieën tot en met kaartsystemen, met recepten van herdrukken van uitgaven uit het verre verleden tot en met moderne handboeken op het gebied van de diëtetiek.
De inhoud van de hedendaagse kookboeken wordt geheel afgestemd op de smaak van het publiek: boeken met familierecepten en recepten van "burgers van toen" (voortgekomen uit de handleidingen van Tante Marie en Madame Saint-Ange), boeken over wijnen en sterkedrank, over kaas, gebak enzovoorts. Meer en meer verschijnen er kookboeken over het bereiden en verwerken van gerechten met behulp van een bepaald keukenapparaat (magnetronoven, heteluchtoven, snelkookpan, friteuse, mixer, barbecue).
Ook de topchefs leveren hun bijdrage door één of meerdere boeken uit te geven. Sommigen doen dit rond meerdere thema's terwijl anderen zich beperken tot hun eigen keuken en geschiedenis: (Sergio Herman, Noma, El Celler de Can Roca).

## Beroemde kookboeken

### Beroemde kookboeken tot de 19e eeuw
- De re coquinaria (Onderwerp koken) van Apicius (laat 4e eeuw/begin 5e eeuw)
- Kitab al-Tabikh of Kitab al-Ṭabīḫ (Het boek van de recepten) is de naam van twee middeleeuwse Arabische kookboeken:
  - geschreven in de 10de eeuw door Ibn Sayyar al-Warraq
  - geschreven in 1226 door Muhammad bin Hasan al-Baghdadi
- Forme of Cury van de Meester-koks van Richard II van Engeland (14e eeuw)
- Praktisches Kochbuch van Henriette Davidis (1845); in 1866 in het Nederlands vertaald als De huisvrouw. opgedragen aan Nederlandsche vrouwen uit alle standen[2]
- L’Economie culinaire (vertaald als Het Spaarzame Keukenboek) van Philippe Edouard Cauderlier (1861)
- Mrs Beeton's Book of Household Management (1861) door Isabella Beeton
- Podarok molodym chozjajkam (Een geschenk voor jonge huisvrouwen) van Jelena Molochovets (1861)
- Oorspronkelijk Israelitisch kookboek van Sara Vos (1893)

### Beroemde kookboeken uit 20ste eeuw
- Kookboeken door Auguste Escoffier (tussen 1903 en 1934)
- The Joy of Cooking van Irma Rombauer (1931)
- The Alice B. Toklas Cookbook van Alice B. Toklas (1954)
- Mastering the Art of French Cooking van Julia Child, Simone Beck en Louisette Bertholle, oorspronkelijke uitgave 1961 (deel 1) en 1970 (deel 2)
- Helen Gurley Brown's Single Girl's Cookbook van Helen Gurley Brown (1969)
- Moosewood Cookbook van Mollie Katzen
- Larousse Gastronomique (1938-2008)
- Ons Kookboek (1927-1985), kookboek van de Boerinnenbond/KVLV. In 1999 werd een nieuwe & bijgewerkte versie uitgegeven.
- Wannée Kookboek (1910- )
- Nieuwe Haagse Kookboek (1934- )